# Scelionidae

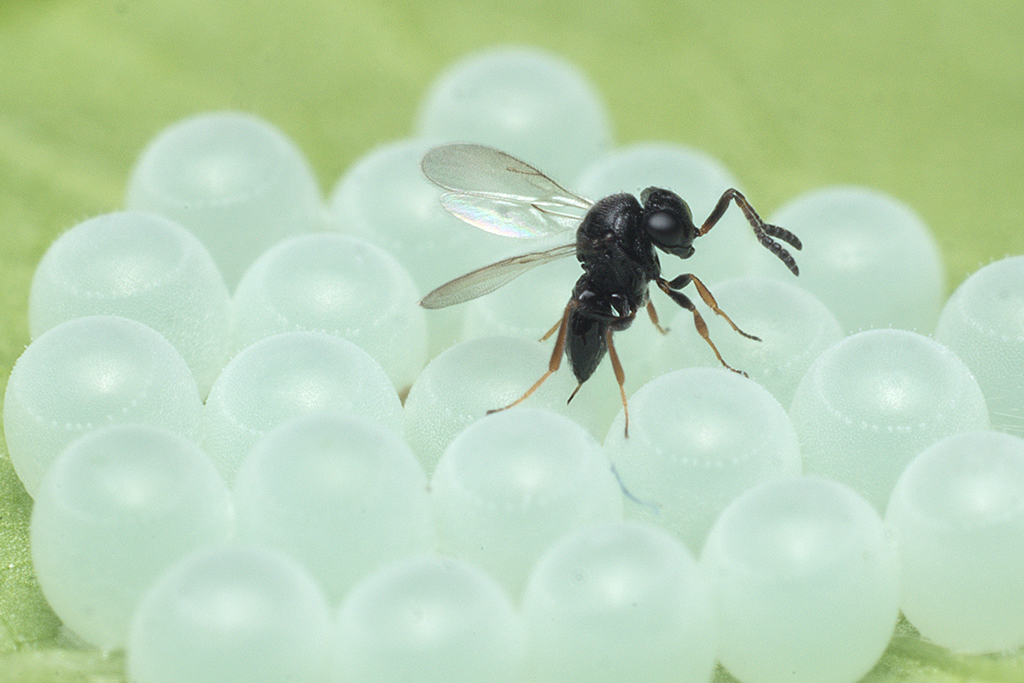
Przedstawiciel rodzaju Telenomus na jajach tarczówki marmurkowatej.

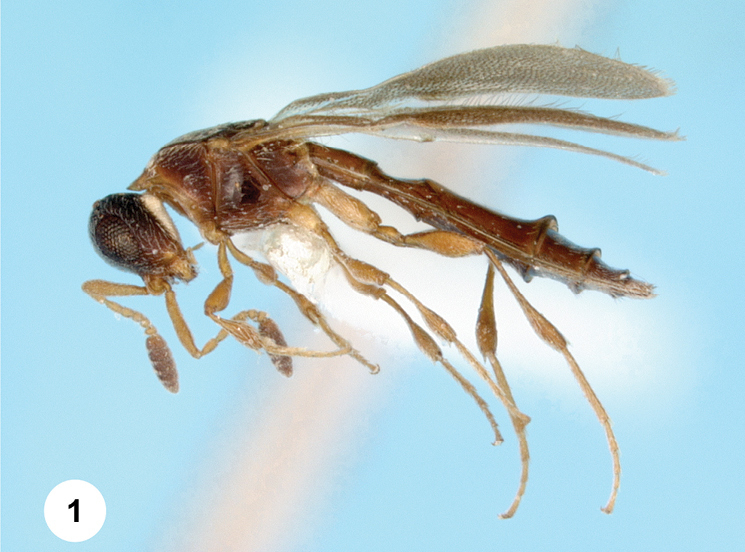
Aneuroscelio rufipes

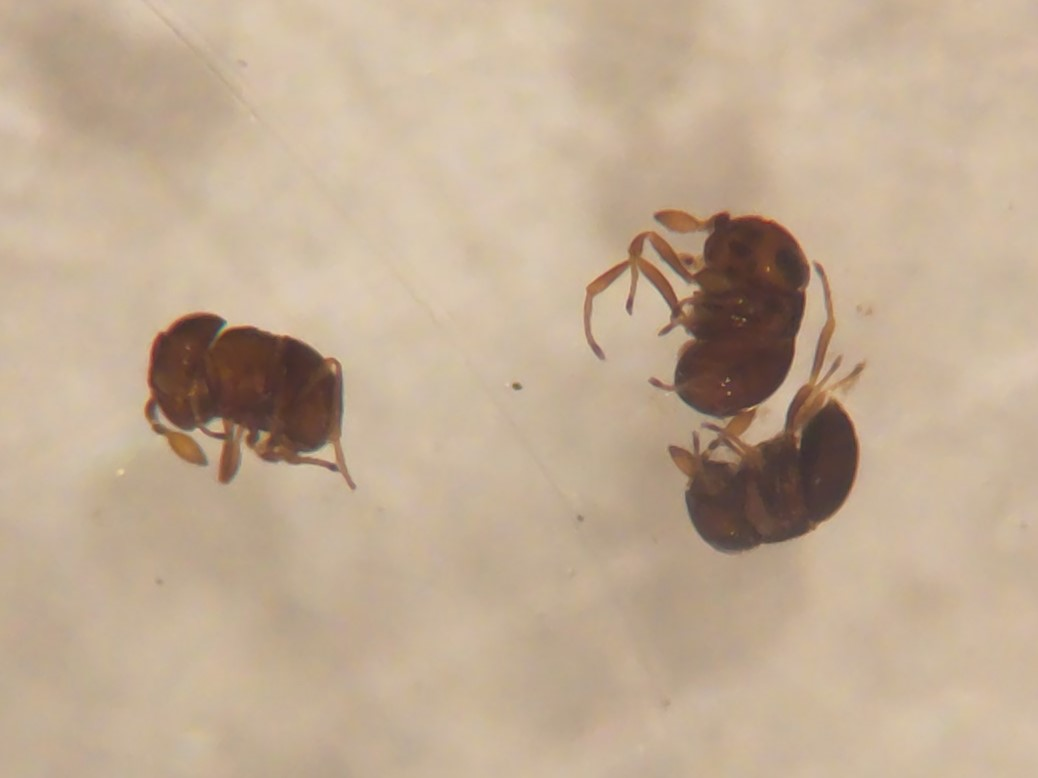
Samice z rodzaju Baeus

Scelionidae – rodzina błonkówek z infrarzędu owadziarek i nadrodziny Platygastroidea. Kosmopolityczna. Obejmuje około 4 tysięcy opisanych gatunków. Wszystkie są parazytoidami, przechodzącymi rozwój larwalny w jajach owadów lub pająków.

## Morfologia
W większości drobne błonkówki o ciele długości od 0,5 do 2,5 mm, wyjątkowo osiągające do 10 mm. Ubarwienie mają najczęściej czarne, rzadziej żółtawe lub wielobarwne, rzadko z połyskiem metalicznym. Oskórek często cechuje się wyraźną rzeźbą.
Głowa wyposażona jest w bruzdy malarne, a zwykle też we wcisk na czole. U samicy czułki mają biczyk zbudowany z od pięciu do dziesięciu członów. U samca piąty człon czułka jest zmodyfikowany.
Przedplecze nie ma szczecinek w bruździe szyjnej. Długość tarczy śródplecza zwykle podobna jest jej szerokości. Mezepisternity pozbawione są linii transepisternalnych. Z wyjątkiem rodzaju Aneuroscelio wykształcone są szwy mezepimeralne. Skrzydła nie zawsze występują, a rzadko są obecne skrzydła pozbawione użyłkowania lub o użyłkowaniu ograniczonym do bardzo krótkiej ostrogi żyłki radialnej u podstawy. W większości przypadków użyłkowanie jest jednak zachowane; to na przednim skrzydle cechuje się wówczas żyłką submarginalną dochodzącą do przedniego brzegu i tam przedłużoną w żyłkę marginalną, szczytem żyłki radialnej przedłużonym odsiebnie, wychodzącą z żyłki marginalnej i wydłużoną żyłką poprzeczną r-rs oraz zwykle wykształconą żyłką stygmalną. Tylne skrzydło najczęściej ma pełną, dochodzącą do haczyków żyłkę submarginalną. Odnóża wszystkich par mają po jednej ostrodze na goleniach.
Metasoma często jest mniej lub bardziej spłaszczona grzbietobrzusznie. Laterotergity są zawsze wyraźnie wykształcone. Szwy między tergitami i między sternitami zazwyczaj są niezmodyfikowane albo na przednich krawędziach dwóch lub trzech segmentów występuje szereg dołków. Zazwyczaj na sternicie pierwszym nie ma pośrodkowego kila i nie wchodzi on między tylne biodra.

## Ekologia i występowanie
Błonkówki te są idiobiontycznymi parazytoidami stawonogów. Ich larwy cały swój rozwój przechodzą w jaju gospodarza, przy czym zarodek uśmiercany jest już przez pierwsze, nieczłonowane stadium larwalne. Do atakowanych przez nie grup należą m.in. prostoskrzydłe, modliszki, nogoprządki, pluskwiaki, chrząszcze, sieciarki, motyle, muchówki i pająki. Niektóre gatunki potrafią schodzić pod wodę celem porażania jaj wodnych pluskwiaków różnoskrzydłych.
Rodzina kosmopolityczna, rozprzestrzeniona na całym świecie, od wybrzeży Oceanu Arktycznego na północy po południowe skraje Ameryki Południowej i Nowej Zelandii na południu. Zamieszkują szerokie spektrum siedlisk, najczęściej stanowiska trawiaste i nasłonecznione, ale także lasy, pustynie, bagna, a nawet glebę i wody słodkie. Najliczniejszą reprezentację mają w strefie międzyzwrotnikowej. W Polsce do 1999 roku stwierdzono 66 gatunków.

## Taksonomia i ewolucja
Takson ten wprowadzony został w 1839 roku przez Alexandra H. Halidaya. W 2007 roku Michael J. Sharkey zniósł Scelionidae, zaliczając wszystkie ich rodzaje do Platygastridae, powołując się na opublikowane w tym samym roku wyniki analizy filogenetycznej Nicholasa P. Murphyego i innych. Według wyników tych Platygastridae zagnieżdżały się wewnątrz Scelionidae, czyniąc te parafiletycznymi. Ryan C. McKellar i Michael S. Engel skrytykowali w 2012 roku krok Sharkeya, zwracając uwagę, że według analizy Murphyego i innych wystarczyłoby wyłączyć ze Scelionidae dwa rodzaje by zachować ich monofiletyzm. W 2021 roku Chen Huayan i inni na podstawie wyników molekularno-morfologicznej analizy filogenetycznej dokonali rewizji systematyki Platygastroidea, przywracając m.in. Scelionidae w nieco zawężonej wersji.
Do rodziny tej zalicza się około 4 tysiące opisanych gatunków, zgrupowanych w 176 rodzajach. Tradycyjnie dzieli się je na trzy podrodziny:
- Scelioninae(inne języki) Haliday, 1839,
- Teleasinae(inne języki) Ashmead, 1893,
- Telenominae(inne języki) Thomson, 1860.

Niektórzy autorzy wynoszą do rangi osobnej podrodziny wyspecjalizowane w pająkach plemię Baeini.
Nieprzyporządkowane do żadnej z podrodzin pozostają wymarłe, kredowe rodzaje Alavascelio, Amissascelio, Bruescelio, Electroteleiopsis, Juxtascelio, Perimoscelio i Tithonoscelio.
Według wyników analiz filogenomicznej oraz czterogenowej analizy molekularnej Chen Huayana i innych z 2021 roku Scelionidae zajmują pozycję siostrzaną względem Sparassionidae, natomiast według wyników przeprowadzonej przez tychże autorów analizy morfologiczno-molekularnej Scelionidae zajmują pozycję siostrzaną względem kladu obejmującego Neuroscelionidae, Janzenellidae i Platygastridae.

## Znaczenie gospodarcze
Niektóre gatunki wykorzystywane mogą być do biologicznego zwalczania szkodników. Najintensywniej pod tym względem badani są przedstawiciele rodzajów Trissolcus i Telenomus.